# Scrophularia sprengeriana
Scrophularia sprengeriana är en flenörtsväxtart som beskrevs av Carlo Pietro Stefano Stephen Sommier och Levier. Scrophularia sprengeriana ingår i släktet flenörter, och familjen flenörtsväxter. Inga underarter finns listade i Catalogue of Life.